# I'll Do Anything
I'll Do Anything (bra: Disposto a Tudo; prt: Disponível para Tudo) é um filme de drama estadunidense de 1994 escrito e dirigido por James L. Brooks. O enredo principal gira em torno de um ator de pouca sorte, que de repente se encontra sendo na situação de cuidar de sua filha de seis anos de idade.

## Resumo
Quando Beth Hobbs (Tracey Ullman), sua ex-mulher, é presa, um actor sem sucesso mas talentoso, Matt Hobbs (Nick Nolte), vê-se obrigado a cuidar repentinamente da sua inteligente e precoce filha de 6 anos, Jeannie Hobbs (Whittni Wright).
Como precisa sustentar Jeannie, Matt tem que trabalhar mais regularmente. Assim ele consegue um emprego como motorista com Burke Adler (Albert Brooks), um produtor de cinema. Paralelamente Matt envolve-se com a bela Cathy Breslow (Joely Richardson), uma assistente de produção.

## Elenco
- Nick Nolte (Matt Hobbs)
- Whittni Wright (Jeannie Hobbs)
- Albert Brooks (Burke Adler)
- Julie Kavner (Nan Mulhanney)
- Joely Richardson (Cathy Breslow)
- Tracey Ullman (Beth Hobbs)
- Vickie Lewis (Millie)
- Anne Heche (Claire)
- Ian McKellen (John Earl McAlpine)
- Joel Thurm (Martin)
- Angela Alvarado (Lucy)
- Maria Pitillo (Comissária de Bordo)
- Rosie O'Donnell (Caracterizadora)
- Woody Harrelson
- Jeb Brown

## Ficha técnica
Título Original: I'll Do Anything
- Género: Comédia dramática
- Tempo de Duração: 115 minutos
- Ano de Lançamento (EUA): 1994
- Estúdio: Columbia Pictures Corporation / Gracie Films
- Distribuição: Columbia Pictures
- Realizador: James L. Brooks
- Argumento: James L. Brooks
- Produção: James L. Brooks e Polly Platt
- Música: Hans Zimmer
- Fotografia: Michael Ballhaus
- Desenho de Produção: Stephen J. Lineweaver
- Direcção de Arte: Bill Brzeski
- Guarda-Roupa: Marlene Stewart
- Edição: Richard Marks

## Produção
Originally I'll Do Anything foi concebido e filmado por James L. Brooks como um antiquado musical e filme paródia de "estilo de vida de Hollywood e clichês de filmes", custando £40 milhões. Ele apresentava músicas de Carole King, Prince, e Sinéad O'Connor, entre outros, com coreografia de Twyla Tharp. Quando visualizar as reações da platéia foram esmagadoramente negativa, todos os números de produção do filme foram cortadas e Brooks escreveu várias novas cenas, filmando-os ao longo de três dias, e passou sete semanas editando o filme. Brooks observou: "Algo como isso não só tenta a alma - ela ameaça a alma."
Mais tarde, ele disse sobre o filme,
| “ | Eu concebi a história como um musical, porque musicais têm um senso de realidade. Através de música que você pode chegar mais perto da verdade. Mas, mesmo antes de eu ter qualquer música que eu acreditava que eu tinha um script completo. Escrevi-o como qualquer script. Tanto quanto a música estava em causa, eu só sabia que eu queria que as músicas para ir. [...] A questão é que, com ou sem números musicais, a história funcionou. | ” |

## Reação
I'll Do Anything recebeu críticas mistas a positivas dos críticos. Ele detém actualmente uma classificação de 61% no Rotten Tomatoes com base em 18 comentários.
Em sua revisão de três estrelas em Chicago Sun-Times, Roger Ebert chamou-lhe "uma daquelas comédias descentralizadas que obtém seus melhores momentos simplesmente olhando para as pessoas e ver como engraçado, quão patético, o quão maravilhoso, às vezes, pode ser ... é uma, nervosa, história engraçada brilhante sobre as pessoas que têm todo o talento que eles precisam, mas não toda a sorte ... é útil, eu acho, para simplesmente esquecer as músicas que faltam, e reconhecer que I'll Do Anything é um filme completo sem eles - inteligente, original subversivo". Janet Maslin do New York Times descreveu como "divertido" e "improvavelmente flutuante".

### Bilheteria
O filme foi um fracasso de bilheteria. Produzido com um orçamento de $40 milhões, I'll Do Anything arrecadou apenas um pouco mais $10.2 milhões em vendas de ingressos.

## Música
Uma das canções originais feitos para serem realizados no filme é ouvido durante os créditos finais, e está incluído no álbum de trilha sonora lançado pela Varèse Sarabande, juntamente com quatro faixas instrumentais do compositor do filme, Hans Zimmer. Enquanto outras versões de músicas escritas por Prince ressurgiu em alguns de seus projetos posteriores, Girl 6 e The Vault: Old Friends 4 Sale, nenhuma das performances reais do filme foram já lançado oficialmente.
Apesar de James L. Brooks mencionou que gostaria de lançar uma versão cut do diretor restaurando os números musicais, incluindo um making-of documentário, esse projeto ainda tem de vir a ser concretizadas. Versão lançada comercialmente do filme está disponível em DVD.